# Protalebrella iris
Protalebrella iris är en insektsart som beskrevs av Young 1957. Protalebrella iris ingår i släktet Protalebrella och familjen dvärgstritar. Inga underarter finns listade i Catalogue of Life.